# Epicauta pardalis
Epicauta pardalis är en skalbaggsart som beskrevs av Leconte 1866. Epicauta pardalis ingår i släktet Epicauta och familjen oljebaggar. Inga underarter finns listade i Catalogue of Life.